# Llimiana (kommunhuvudort)
Llimiana är en kommunhuvudort i Spanien.   Den ligger i provinsen Província de Lleida och regionen Katalonien, i den nordöstra delen av landet, 400 km öster om huvudstaden Madrid. Llimiana ligger 784 meter över havet och antalet invånare är 178.
Terrängen runt Llimiana är kuperad åt nordost, men åt sydväst är den bergig. Runt Llimiana är det mycket glesbefolkat, med 3 invånare per kvadratkilometer. Närmaste större samhälle är Tremp, 10,4 km norr om Llimiana. Trakten runt Llimiana består till största delen av jordbruksmark.